# Thaumalea furva
Thaumalea furva är en tvåvingeart som beskrevs av Edwards 1929. Thaumalea furva ingår i släktet Thaumalea och familjen mätarmyggor. Inga underarter finns listade i Catalogue of Life.